# Игуала-де-ла-Индепенденсия
Игуала-де-ла-Индепенденсия (исп. Iguala de la Independencia) — город в Мексике, входит в муниципалитет Игуала-де-ла-Индепенденсия штата Герреро. Население 110 390 человек.
В 35 км от города находятся руины Куэтлахучитлана — важного города доколумбовой культуры Мескала.

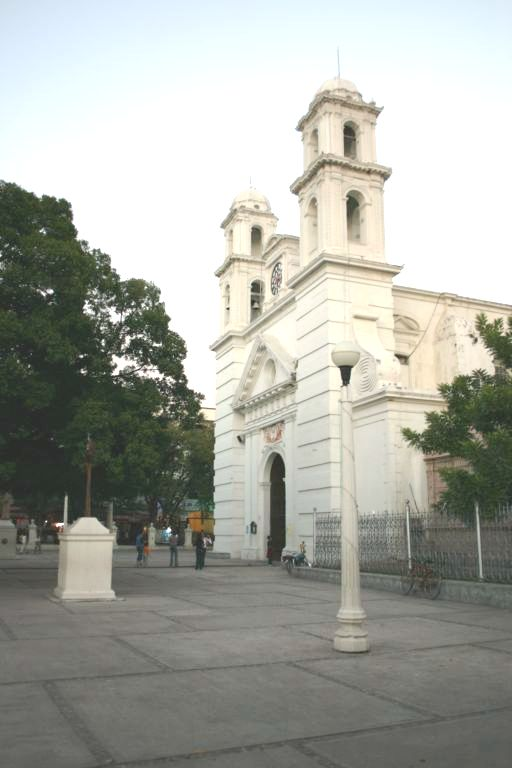
Церковь